# Fakulteta za elektrotehniko in strojništvo v Ljubljani
Fakulteta za elektrotehniko in strojništvo, s sedežem v Ljubljani, je nekdanja fakulteta, ki je bila članica Univerze v Ljubljani.

## Zgodovina
Fakulteta je bila ustanovljena leta 1957 s preimenovanjem dotedanje Tehniške fakultete. Že leta 1960 je fakulteta bila razpuščena, pri čemer sta iz nje nastali Fakulteti za elektrotehniko in za strojništvo.